# Chironia albiflora
Chironia albiflora là một loài thực vật có hoa trong họ Long đởm. Loài này được Hilliard mô tả khoa học đầu tiên năm 1983.